# Lady Jean Stewart
Jean Stewart, död 1588, var en skotsk adelskvinna.  Hon var illegitim dotter till kung Jakob IV av Skottland och Elizabeth Bethune och halvsyster till drottning Maria Stuart.
Jean Stewart var kungens erkända illegitima dotter och blev uppfostrad i den kungliga barnkammaren med sina syskon, kungens andra barn födda både utom och inom äktenskapet, däribland James Stewart, 1:e earl av Moray. Hon gifte sig 1553 med Archibald Campbell, 5:e earl av Argyll och blev känd som "grevinnan av Argyll". Paret fick inga barn. 
När Maria Stuart återvände till Skottland 1561 kom hon att tillhöra sin regerande systers umgänge. Hon var tillsammans med sin mor närvarande som en av gästerna i drottningens privata våning på Holyrood Palace under den ökända kvällen när David Rizzio mördades 9 mars 1566, och blev en av vittnena till mordet.   
Hon tillhörde den avsatta Maria Stuarts anhängare under det marianska inbördeskriget. Hon kvarblev på Edinburgh Castle tillsammans med Margaret Beaton under den långa belägring då slottet hölls åt Maria av William Kirkcaldy of Grange mellan 1570 och 1573. När slottet kapitulerade tillfångatogs hon tillsammans med Margaret Beaton. Hon anhöll då om att slippa överlämnas till sin make, och paret skildes samma år. 
Jean Stewart var därefter bosatt i Edinburgh, där hon hyrde bostad tillsammans med sin vän Katrine Hamilton.